# خط IRR المستعرض
خط سكة حديد العراق العرضي أو خط سكة حديد حديثة - كركوك (المسار رقم 4)، هو خط سكة حديد تابع لهيئة سكك حديد جمهورية العراق، يربط حديثة والحقلانية بكركوك عبر بيجي. وهو خط أحادي المسار غير مكهرب. يبلغ طول خط السكة حوالي 252 كـم (157 ميل) يبلغ طوله ويبلغ أقصى سرعة سفر له 100 كم/س (62 ميل/س). بخلاف خطوط السكك الحديدية العراقية الأخرى، لا ينتهي خط السكة الحديدية في بغداد. حاليًا، يقتصر خط السكة الحديدية على نقل البضائع بين حديثة وبيجي. إلا أن الجسر المتضرر فوق نهر دجلة أوقف استئناف الخدمات إلى كركوك. وتشهد حالة السكك الحديدية تدهورًا ملحوظًا، مما يعكس الإهمال الواسع النطاق للبنية التحتية للسكك الحديدية في العراق.

## الموقع الجغرافي
يعبر الخط شمال العراق، حيث يمتد تقريبًا من الجنوب الغربي إلى الشمال الشرقي، ويربط محطة سكة حديد حيدتا غرب البلاد على طول خط السكة الحديد الغربي بكركوك شرقًا. ويعبر خط السكة الحديد الشمالي قرب بيجي.

## المواصفات الفنية
كان خط السكة الحديدية مزودًا بنظام تحكم مركزي كهربائي آلي بالكامل منذ افتتاحه عام ١٩٨٧. كما امتلك شبكة من كابلات التلغراف الموازية للسكك الحديدية، والتي وفرت اتصالات بين المحطات والقاطرات. اعتبارًا من أكتوبر ٢٠١٨، أصبح نظاما الإشارات والاتصالات خارج الخدمة.
وعلى طول الخط، بنيت خمس ورش صيانة خفيفة في بغداد والفلوجة والرمادي والحقلانية وعكاشات ومصنعين للصيانة الثقيلة في القائم وبغداد.
مقياس السكة هو المقياس القياسي (١٤٣٥ ملم)، وهو المقياس المستخدم في جميع خطوط السكك الحديدية العراقية منذ إغلاق خط بغداد-أربيل عام ١٩٨٤. تتميز القضبان بملف UIC ٦٠ مع وصلات ملحومة مصممة لخدمات الشحن عالية السرعة والثقيلة. يبلغ حمولة المحور ٢٥ طنًا.

## تاريخ

### السكك الحديدية السابقة
منذ النصف الثاني من القرن التاسع عشر، طُرح مشروع خط سكة حديد إلى كركوك، لكن الإنشاء تأجل بسبب الحرب العالمية الأولى. وفي النهاية، بدأ العمل في كركوك في أغسطس/آب عام ١٩٢٥، بينما وُضعت أسس خط سكة حديد كركوك-بغداد-حيفا عام ١٩٣٠. وفي عام ١٩٤٩، بدأ بناء خط امتداد بطول ١٠٥ كيلومترات إلى أربيل، ووصل أول قطار إلى أربيل بحلول عام ١٩٥٠. يشترك خط السكك الحديدية المستعرض الحالي وخط السكة الحديد المذكور آنفًا في مسارات محدودة.

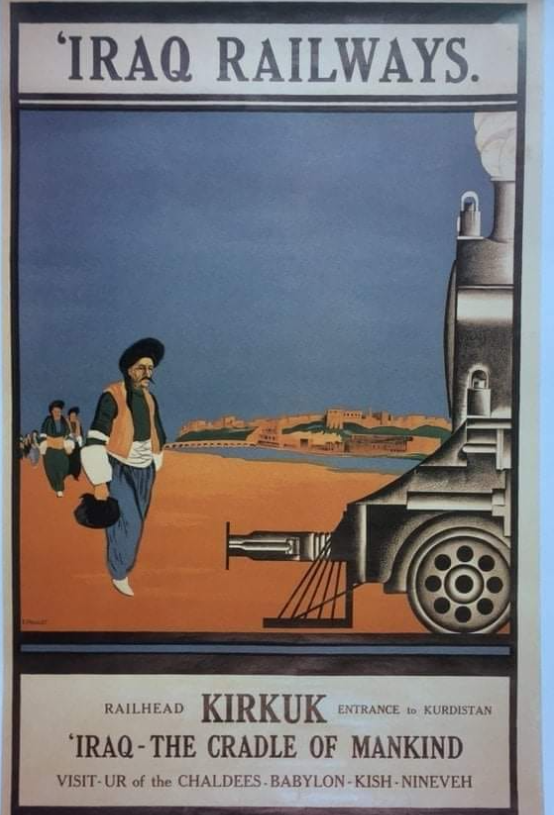
ملصق من أيام السكك الحديدية المترية.

### السكك الحديدية الحالية
اعتمد النظام البعثي استراتيجيةً لتطوير السكك الحديدية مشابهةً لتلك التي اتبعها قبل انقلاب صالح زكي توفيق عام ١٩٦٨. وكان يُعتقد أن من المفيد استبدال خط السكة الحديد الإيراني الشرقي بخط سكة حديد قياسي لضمان التوافق التشغيلي مع خط السكة الحديد الإيراني الشمالي وخط السكة الحديد الإيراني الجنوبي الذي جُدد مؤخرًا. كما جددوا فكرة تمديد الخط إلى السليمانية أيضًا. ومع ذلك، وبعد مزيد من التقييمات الاقتصادية والسياسية، مثل النزاع العراقي الكردي، تقرر إنشاء خط سكة حديد قياسي جديد كليًا من كركوك إلى حديثة مع نقطة تبادل عند خط سكة حديد برلين-بغداد في بيجي. جعل خط السكة الحديد الجديد الاتصال القديم عتيقًا اقتصاديًا، مما أجبره على الإغلاق، ولكن كانت هناك أسباب سياسية أخرى لتسهيل التعريب، ليس فقط من خلال ربط كركوك بشكل أفضل بالمناطق العربية السنية الأخرى في غرب العراق ولكن أيضًا من خلال قطع الوصول بالسكك الحديدية إلى المناطق الكردية بعد استقلال كردستان العراق عام 1970. وكان سبب آخر لنقل المسار هو الاتصال المزدوج الآن لمصفاة نفط حديثة، في غرب العراق، بشبكة السكك الحديدية العراقية. كما وفر هذا أيضًا اتصالاً أسرع من عمليات التعدين في الصحراء السورية إلى المراكز السكانية في شمال العراق.
بدأ بناء خط السكة الحديد في 26 أغسطس 1982. وشاركت شركات أجنبية، مثل شركة دي إي كونسلت، في المشروع أيضًا. ومع ذلك، بسبب الحرب العراقية الإيرانية، تأخر الافتتاح. افتُتح الخط الجديد في عام 1988. وأقيم حفل وضع حجر الأساس من قبل وزير الاتصالات محمد حمزة الزبيدي في 7 نوفمبر 1987. وبلغت تكلفة إنشاء الخط الجديد 960 مليون دولار أمريكي. وفي أعقاب غارة جوية شنتها القوات الجوية الأمريكية، دُمر الفرع الشرقي من بيجي إلى كركوك. ثم أدى التخريب الواسع النطاق الذي قام به تنظيم الدولة الإسلامية إلى إخراج الفرع الغربي إلى حديثة من الخدمة.

## إعادة الإعمار والتشغيل
في 8 نوفمبر 2022، قامت الحكومة المركزية بإعادة تأهيل فرع بيجي-حقلانية. وبهذه الطريقة يمكن لقطارات الشحن السفر مرة أخرى بين بغداد والقائم. حاليًا، لا يوجد أي تقدم في إعادة تأهيل فرع كركوك بسبب الصراع المستمر بين بغداد وأربيل حول الأراضي المتنازع عليها في شمال العراق، والتي تعد كركوك جزءًا منها.